# Eberhard Christian Kindermann
Eberhard Christian Kindermann   (Weißenfels, 1715 - segle XVIII) fou un astrònom i matemàtic de la cort electoral saxona.

## La vida
Va créixer a White Rock, va assistir des de 1733 a l'il·lustre Augusteum de l'escola secundària local i va ser alumne de Christian Ludewig Büttner i Heinrich Engelhard Poley, el traductor alemany de les obres de John Locke. Després de completar els seus estudis, probablement es va quedar a Leipzig a finals de la dècada de 1730 i principis de la dècada de 1740 i, per motius pecuniaris, no va poder cursar un curs universitari adequat, cosa que se suposa avui a partir de les seves declaracions als pròlegs escrits. Com a autodidacte, evidentment es va veure obligat a defensar la seva investigació com a laic una vegada i una altra. Es va unir al cercle al voltant de Johann Christoph Gottsched i després va treballar com a secretari a Dresden.
Va anar a Rússia, on va treballar de professor d'alemany a Moscou.

## Primer autor de ciència-ficció de parla alemanya
El 1739 va publicar el seu primer treball astronòmic, Viatge en el pensament a través de les esferes celestes generals obertes. Això va ser seguit el 1744 per una revisió completa com a Astronomia completa, i després el mateix any a Berlín Die Geschwinde Reise al vaixell Lufft cap al món alt, que recentment donava feina a cinc persones, la primera i única literatura obra seva. Aquest viatge va portar la gent amb les figures al·legòriques dels cinc sentits en un vaixell de sàndal fins a la primera lluna de Mart. Aquest breu tractat, la seva obra principal, es considera generalment el primer text de ciència-ficció en llengua alemanya i és representatiu de la literatura de ciència-ficció del segle xviii, que va començar a França i Anglaterra abans del 1744.
Kindermann concedeix una importància especial als aspectes tècnics del fantàstic viatge, com ara observar el mapa del cel o calcular la distància entre la Terra i Mart. El viatge a través de les diferents esferes, els quatre elements i les zones de l’ apocalipsi és possible per als viatgers mitjançant sis esferes de coure evacuades, construïdes segons les idees del jesuïta italià Francesco Lana Terzi. Les seves idees en una representació publicada el 1670 es basaven en els descobriments d'Otto von Guericke en relació amb el buit. La trama està plena d’ al·legories de la mitologia grecoromana. Per exemple, hi ha trobades amb Fama i la deessa Bellona. L'estil narratiu és propi del barroc i representa una utopia religiosa en què els marcians tracten directament amb Déu i no a través del mitjà mediador de la Bíblia. Aquests éssers angelicals habiten les llunes de Mart, a més de centaures i faunes, però no estan exempts de pecats.

## Recepció i conseqüències
Kindermann és esmentat com a important per a l'educació autodidàctica de Johann George Palitzsch.
El 1783 els germans Montgolfier van fer el seu primer vol en globus amb aire escalfat. Les llunes marcianes només es van descobrir el 1877.

## Publicacions

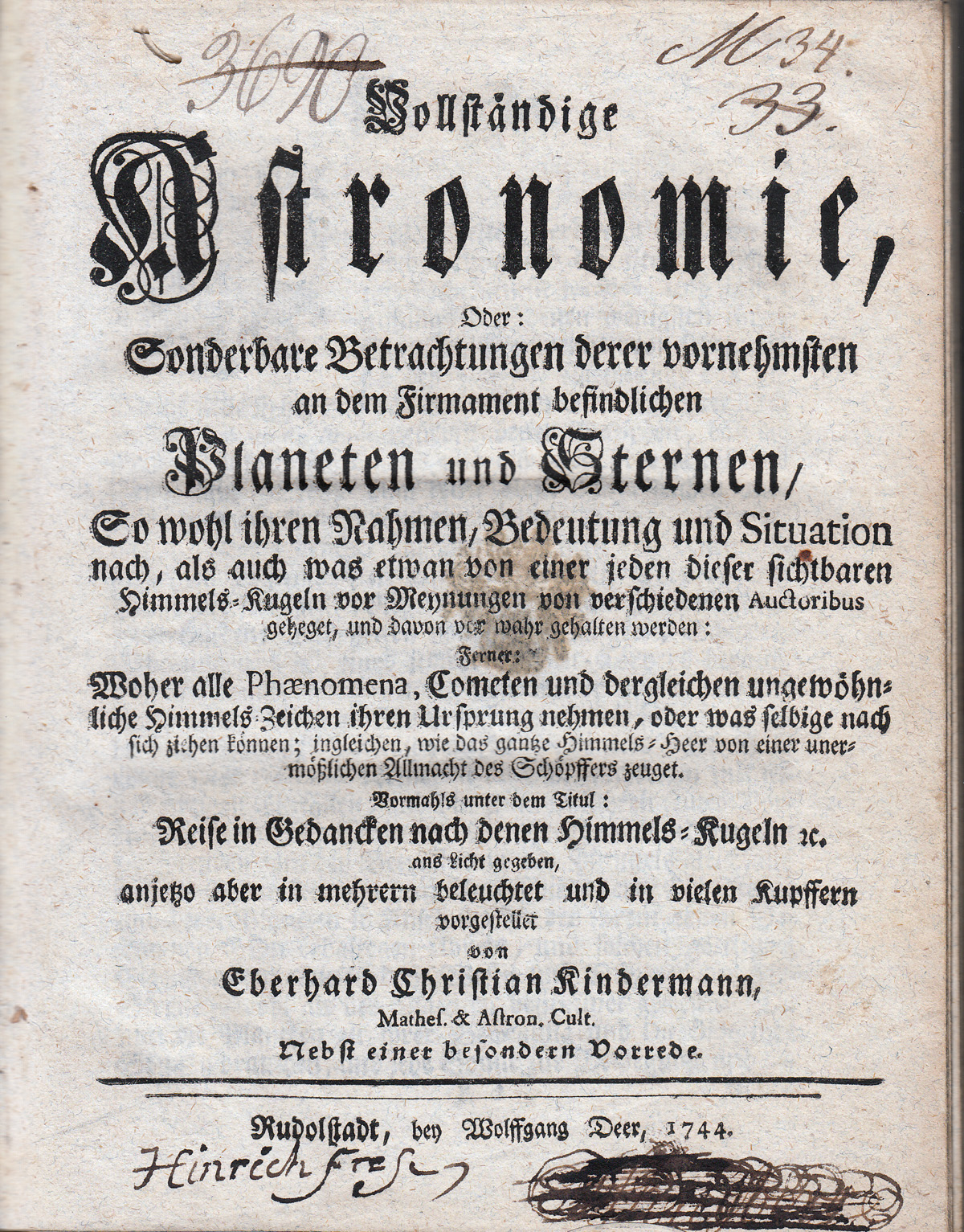
Portada del llibre Astronomia completa...

- Reise in Gedancken durch die eröffneten allgemeinen Himmels-Kugeln, auf welcher alle von Gott erschaffene Welt-Cörper, sowohl deren Namen, Natur und Eigenschafften nach gantz genau betrachtet, als auch wie alle diese Cörper in Cometen, und endlich in ein Nichts verwandelt werden,('Viatge en el pensament a través de les esferes celestes generals obertes, sobre les quals tots els cossos mundials creats per Déu, tant els seus noms, la seva naturalesa com les seves propietats, es veuen molt de prop, així com tots aquests cossos en cometes, i finalment es transformen en res'), Rudolstadt, Verlag Cérvol Wolffgang 1739
- Vollständige Astronomie, oder Sonderbare Betrachtungen derer vornehmsten an dem Firmament befindlichen Planeten und Sterne ('L’astronomia completa, o consideracions estranyes dels planetes i estrelles més distingits del firmament'), la nova edició revisada de la seva obra publicada el 1739, Verlag Wolffgang Deer, Rudolstadt 1744.
- Die Geschwinde Reise auf dem Lufft-Schiff nach der obern Welt, welche jüngstlich fünff ('El viatge de velocitat del vaixell Lufft cap al món alt, que recentment va donar feina a cinc persones') Berlín 1744
- Astronomische Beschreibung und Nachricht von dem Kometen 1746 und den noch kommenden, welche in denen innen besagten Jahren erscheinen werden ('Descripció astronòmica i notícies del cometa 1746 i dels que vindran, que apareixeran en aquells anys'). Dresden, 1746
- Physica sacra, o la doctrina de tota naturalesa, manuscrit inèdit del 1748, codex germanicus fol. 132, Volums I i IV de la Prussian State Library Berlin.

## Obra
- a Johannes Mittenzwei, ed.: Fantàstics viatges espacials. Neues Leben, Berlín 1961, pp. 23–36, suavitzat lingüísticament i amb il·lustracions de Heinz Bormann. Epíleg, biografia, glossari. Falta el prefaci de Kindermann, que es pot trobar a Dejong, pàgines 37-39.
- El ràpid viatge amb el dirigible al món superior. El Dr. Otto, Berlín 1923.
- Hendrikus JJ Dejong, ed.: Die Geschwinde Reise. Ciència-ficció del 1744, Dejong, Zuric resp. Books on Demand, Norderstedt 2006 ISBN 978-3-033-00703-1.[4]
- El viatge de velocitat del vaixell Lufft cap al món superior, que recentment va donar feina a cinc persones .., recentment editat i comentat per Hania Siebenpfeiffer; Wehrhahn Verlag, Hannover 2010, ISBN 978-3-86525-139-8 .